# Вишинскас, Ромуальдас Мотеяус
Ромуальдас Мотеяус Вишинскас, другой вариант отчества — Мотеевич (26 февраля 1920 — 24 сентября 2017) — председатель колхоза «Аушра» Шакяйского района Литовской ССР. Герой Социалистического Труда (1971).
Во время Великой Отечественной войны участвовал в партизанском движении.
В послевоенные годы избран председателем колхоза «Аушра» Шакяйского района. Вывел колхоз в число передовых сельскохозяйственных предприятий Литовской ССР. 8 апреля 1971 года Указом Президиума Верховного Совета СССР удостоен звания Героя Социалистического Труда «за выдающиеся успехи, достигнутые в развитии сельскохозяйственного производства и выполнении пятилетнего плана продажи государству продуктов земледелия и животноводства» с вручением ордена Ленина и золотой медали Серп и Молот.
Награды и звания
- Герой Социалистического Труда
- Орден Ленина
- Медаль «За боевые заслуги»